# Annona (bogini)
Annona – rzymskie uosobienie (personifikacja) plonów żniwnych i zaopatrzenia w żywność.
Na rewersach monet rzymskich przedstawiana z kłosami zboża i rogiem obfitości (czasem na tle dziobu galery dowożącej zboże do Rzymu) albo z korcem (modius) zboża u boku. Niekiedy wyobrażana z boginią Ceres.